# أحمد الفيشاوي
أحمد الفيشاوي (11 نوفمبر 1980 -)، ممثل ومغني راب مصري في فرقة جيتو فاروز

## بداياته الفنية
ينتمي لعائلة فنية، فهو ابن الفنانة سمية الألفي والفنان الراحل فاروق الفيشاوي، كان أول ظهور له كطفل في تمثيلية تلفزيونية
ملحمة كبريت سنة 1985 وهو لا يتجاوز الخامسة من عمره، وبعدها مع والده الفنان فاروق الفيشاوي في فيلم المرشد عام 1989 وهو في عمر التاسعة، وفي 1998 شارك في فيلم البطل مع الفنان أحمد زكي، ولكنه بدأ مشواره التمثيلي فعليًا عام 2000 في مسلسل «وجه القمر» مع الفنانة فاتن حمامة، وفي عام 2001 شارك في مسلسل حديث الصباح والمساء عن قصة الكاتب نجيب محفوظ، وفي عام 2002 شارك بفيلم شباب على الهواء، ثم توالت أعماله الفنية بعد ذلك ليبدأ مشوار البطولة المطلقة عام 2004 بمسلسل عفاريت السيالة ثم فيلم الحاسة السابعة الذي كان أول بطولة مطلقة بالسينما له.
كما شارك في عام 2002 إلى جانب أحمد الشقيري في تقديم برنامج (يلا شباب) وهو برنامج اجتماعي إسلامي يستهدف فئة الشباب في العالم العربي لحثهم على أن يكونوا منتجين وفاعلين في مجتمعهم، ويقدم النصح والإرشاد لهم، ويطرح أهم المشاكل التي تهمهم، ويلفت الأنظار لبعض العادات السيئة من أجل القضاء عليها ويستضيف مجموعة من الدعاة والعلماء لفهم الدين بشكل صحيح، وقد قال عن تلك التجربة: «كنت أقدّم البرنامج على إحدى قنوات المنوعات، وهو ليس برنامج ذات طابع ديني، نحن نتحدث مع الضيوف في أمور دينية واجتماعية واستفيد منهم، فأنا لست داعية أو شيخ»، متابعًا: «ذات مرة، قرر هاني خوجة صاحب الفكرة، أن يهدي البرنامج إلى إحدى القنوات الدينية، حتى صار الناس من ذلك الحين يعلنون عن آرائهم اتجاهي، بأنني تغيرت وأصبحت داعية». وأضاف أيضا: «لست داعية، أنا مثل جميع الشباب، الذي يمر بمراحل مختلفة في الحياة، وقد يُغير آرائه، ويستكشف أمور جديدة في دينه والمجتمع من حوله، وحتى اليوم، ما زلت أتعلم».

## حياته الشخصية
شكلت حياته الخاصة  مادة دسمة لوسائل الإعلام لعل أشهرها والتي شغلت الرأي العام المصري فترة طويلة، هي قضية زواجه العرفي من السيدة هند الحناوي (وهي زوجته الأولى) والضجة الإعلامية الكبرى التي تلتها قضية نسب الطفلة لينا، لتمر القضية بالعديد من المنعطفات أهمها تصريحاته في برنامج البيت بيتك مع الإعلامي محمود سعد، وانتهت بحكم قضائي من المحكمة لصالح السيدة هند الحناوي بثبات الزواج العرفي وأُبوة الطفلة لينا لأبيها أحمد الفيشاوي، وقد اعترف الفيشاوي بابنته «لينا» بعد أن حسم القضاء أمر القضية، ولكن الأزمة لا تزال قائمة بعد أن قامت «هند» برفع قضية نفقة عليه.
تزوج الفيشاوي 4 مرات أخرى بعد ذلك، حيث تزوج من وسام عاطف لكن زواجهما لم يستمر أكثر من 40 يوماً، وتزوج من الألمانية دنيس ولمان التي تعرف عليها خلال رحلة علاج والدته الفنانة سمية الألفي في ألمانيا، وما لبث أن انفصل عنها، ثم تزوج من الإعلامية اللبنانية رولا ديبس، لكن الزواج لم يصمد طويلا ليعلن أحمد الفيشاوي انفصاله عن زوجته الإعلامية اللبنانية وينتهي الزواج الرابع في حياة الفيشاوي الابن، وفق ما أفادت وسائل إعلان مصرية 
في يوليو 2018، تزوج الفيشاوي من ندى الكامل ثم ظهر معها على السجادة الحمراء، خلال عرض فيلمه «عيار ناري»، ضمن فعاليات الدورة الثانية من مهرجان الجونة السينمائي.

## أعماله

### الأفلام
- 1989: المرشد (الطفل تامر)
- 1998: البطل
- 2002: شباب على الهوا.
- 2005: الحاسة السابعة
- 2007: البلياتشو
- 2007: 45 يوم
- 2008: ورقة شفرة
- 2008: زي النهاردة
- 2008: جنينة الأسماك
- 2009: واحد صفر
- 2010: تلك الأيام
- 2011: 18 يوم
- 2011: 678
- 2012: ساعة ونص
- 2013: هاتولي راجل
- 2015: ولاد رزق
- 2015: سكر مر
- 2015: خارج الخدمة
- 2016: يوم للستات
- 2017: القرد بيتكلم
- 2017: شيخ جاكسون
- 2018: عيار ناري
- 2019: 122
- 2019: ولاد رزق 2
- 2020: يوم وليلة (يوسف)
- 2020: الحارث
- 2021: ثانية واحدة
- 2021: 30 مارس [14]
- 2021: ريتسا
- 2022: قمر 14
- 2022: الدعوة عامة
- 2022: أشباح أوروبا
- 2023: رهبة
- 2024: ولاد رزق 3
- 2024: السيستم
- 2024: عادل مش عادل
- 2024: بنقدر ظروفك

### المسلسلات
- 2000: وجه القمر
- 2000: ليلة مقتل العمدة
- 2001: حديث الصباح والمساء
- 2002: شباب أون لاين
- 2003: العمة نور
- 2004: عفاريت السيالة
- 2009: حرمت يا بابا
- 2006 - 2009: تامر وشوقية (4 أجزاء)
- 2010: عرض خاص
- 2010: الجماعة
- 2012: سيدنا السيد
- 2012: التنين
- 2013: بدون ذكر أسماء

### السهرات التلفزيونية
- 1985: ملحمة كبريت (الطفل خالد)

### المسرحيات
- 1999: حلاق بغداد
- 2006: الملك هو الملك

### المسلسلات الإذاعية
- 2017: فرحات والثلاث ورقات

### الرسوم المتحركة
- 2010: عصام والمصباح
- 2011: مات نام

### أغانيه
شارك في أغنية فيلم ورقة شفرة مع فرقة «أرابيان نايتس».

## وصلات خارجية
- أحمد الفيشاوي على موقع IMDb (الإنجليزية)
- أحمد الفيشاوي على موقع الدهليز
- أحمد الفيشاوي على موقع قاعدة بيانات الأفلام العربية
- أحمد الفيشاوي على موقع ألو سيني (الفرنسية)
- أحمد الفيشاوي على موقع أول موفي (الإنجليزية)
- أحمد الفيشاوي على موقع قاعدة بيانات الأفلام السويدية (السويدية)
- أحمد الفيشاوي على موقع قاعدة بيانات الفيلم (الإنجليزية)
- أحمد الفيشاوي على موقع كينوبويسك (الروسية)